# Zortman
Zortman – jednostka osadnicza w Stanach Zjednoczonych, w stanie Montana, w hrabstwie Phillips.